# Blauwe Moskee (Amsterdam)
De Blauwe Moskee is een moskee en cultureel centrum in Amsterdam Nieuw-West.
De in 2008 gebouwde moskee kenmerkt zich door de plint van blauw geglazuurde baksteen. Het gebouw kent een vrij moderne architectuur, die niet teruggrijpt op de klassieke moskeebouw.
Het gebouw, en de stichting verantwoordelijk voor de uitvoering van de diensten wordt gefinancierd door de regering van Koeweit. De godsdienstige lijn van de moskee zou een progressieve en gematigde observatie van de islam zijn. De diensten vinden in het Nederlands plaats.

## Gebouw
De Blauwe Moskee combineert traditionele en moderne architectuur en is twee verdiepingen hoog. De moskee beslaat 790 vierkante meter. Sinds november 2019 beschikt de Blauwe Moskee over een luidspreker die wordt gebruikt om op vrijdagen de oproep tot gebed in de buurt te laten horen. De moskee bestaat uit een gebedsruimte, vijf klaslokalen voor islamitisch onderwijs, een collegezaal en twee vergaderzalen.